# 贝格 (巴登-符腾堡州)
贝格（德語：Berg，發音：[bɛʁk] ⓘ）是德国巴登-符腾堡州蒂宾根行政区拉芬斯堡县的市镇，面积28.42平方千米，人口为人。